# Shubenacadie Canal
Shubenacadie Canal är en kanal i Kanada.   Den ligger i provinsen Nova Scotia, i den sydöstra delen av landet, 1 000 km öster om huvudstaden Ottawa.